# Bertha Lamme

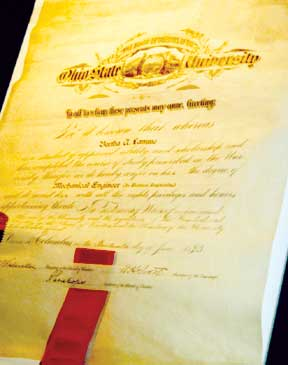
Dyplom ukończenia studiów

Bertha Lamme-Feicht (ur. w grudniu 1869 w Springfield (Ohio), zm. w listopadzie 1943) jedna z pierwszych w USA kobiet-inżynierów.
Studiowała na Wydziale Inżynierii i Mechaniki na Uniwersytecie Ohio, gdzie w 1893 jako pierwsza kobieta na tym uniwersytecie otrzymała dyplom inżyniera. Podjęła pracę w Westinghouse Company, gdzie opracowywała plany silników w zespole inżynierów-elektryków kierowanym przez jej brata Benjamina i wyróżniała się umiejętnościami zawodowymi. Pracowała tam do 1905, kiedy wyszła za mąż za dyrektora Działu Inżynierii Westinghouse Company Russella Feichta. Od tej pory zajmowała się inżynierią tylko w domu. Jej córka Florence (urodzona w 1910) została fizykiem.
W 1973 na jej cześć ustanowiono stypendium Westinghouse/Bertha Lamme Scholarships.